# Parmaturus
Parmaturus es un género de tiburones de la familia scyliorhinidae que comprende un total de nueve especies.

## Especies
- Parmaturus albimarginatus (Séret & Last, 2007)[4]
- Parmaturus albipenis (Séret & Last, 2007) [4]
- Parmaturus bigus (Séret & Last, 2007) [4]
- Parmaturus campechiensis (Springer, 1979)[5]
- Parmaturus lanatus (Séret & Last, 2007) [4]
- Parmaturus macmillani (Hardy, 1985)[6]
- Parmaturus melanobranchus (Chan, 1966)[7]
- Parmaturus pilosus (Garman, 1906)[8]
- Parmaturus xaniurus (Gilbert, 1892)[9][10][11][12][13][14][15]